# Wamfie

Wamfie är en ort i västra Ghana. Den är huvudort för distriktet Dormaa East, och folkmängden uppgick till 12 659 invånare vid folkräkningen 2010.